# Sara Andersson
Sara Andersson (Mora, 13 de enero de 2003) es una deportista sueca que compite en biatlón. Ganó una medalla de oro en el Campeonato Europeo de Biatlón de 2024, en la prueba de relevo mixto individual.

## Palmarés internacional
| Campeonato Europeo | Campeonato Europeo   | Campeonato Europeo | Campeonato Europeo      |
| Año                | Lugar                | Medalla            | Prueba                  |
| ------------------ | -------------------- | ------------------ | ----------------------- |
| 2024               | Osrblie (Eslovaquia) | Medalla de oro     | Relevo mixto individual |